# Pablo Alborán
Pablo Alborán (Málaga, 1989. május 31. –) spanyol popénekes, dalszerző.

## Pályafutása
Málagában született. Apja spanyol, édesanyja francia. Hétéves korától tanult zongorázni. Amellett klasszikus, flamenco- és akusztikus gitárt is tanult. Tizenkét évesen már saját dalokat is írt. Tehetségére már akkor felfigyelt a közönség, mikor egy helyi étteremben is elkezdett énekelni.
Megismerkedett a producer Manuel Illánnal. Neki köszönhetően egy videófelvétele eljutott a dal eredeti tulajdonosához (Diana) is, aki gyakorlatilag Alborán zenei keresztanyja lett.
YouTube-csatornája segítségével hatalmas rajongótáborra tett szert, köztük volt Kelly Rowland is, aki igazi tehetségnek titulálta. Bemutatkozó albuma 2011 februárjában jelent meg, melynek része volt a Solamente Tú című dala is. Az album több díjat is nyert, többek között az RTVE Év albuma-díját, emellett Spanyolországban a legtöbbet eladott album lett abban az évben.
Három kategóriában jelölték a Latin Grammy-díjra.

## Lemezek
- 2011: Pablo Alborán
- 2011: En Acústico
- 2012: Tanto
- 2014: Terral
- 2015: Tour Terral (Tres Noches en Las Ventas)
- 2017: Prometo
- ? Vivela
- ? Prometo-La Llave
- ?  Prometo Edicion Especial